# Carnival Corporation
Carnival Corporation – brytyjsko-amerykańsko-panamskie przedsiębiorstwo, będące armatorem statków wycieczkowych (ang. cruise lines). Jest spółką podwójnie notowaną (tzw. DLC – dual listed company), z siedzibami w Carnival Place w Doral na Florydzie w Stanach Zjednoczonych (miasto w okolicach Miami) oraz w Carnival House w Southampton w Wielkiej Brytanii.
Carnival Corporation i Carnival plc są podmiotami prawnymi oddzielnie notowanymi, mają również odrębny akcjonariat, aczkolwiek wspólnie sprawują nadzór właścicielski nad wszystkimi przedsiębiorstwami wchodzącymi w skład grupy. Carnival Corporation posiada większościową liczbę udziałów, jakkolwiek jednym z warunków fuzji Carnival Corporation i P&O Princess Cruises PLC w 2002 było uzgodnienie, że P&O Princess będzie odtąd notowane jako Carnival plc w Londynie, pozostając odrębną spółką z przewagą brytyjskiego akcjonariatu oraz z pozostawieniem zarządu P&O Princes Cruises bez większych zmian. Akcje Carnival Corporation i Carnival PLC są notowane na London Stock Exchange oraz na New York Stock Exchange.
W skład Carnival Corporation & plc wchodzi jedenaście odrębnych linii wycieczkowych, które łącznie operują flotą składająca się z 96 statków. Zarządzanie każdą z linii (marek) jest związane z geograficznym miejscem operowania floty pasażerskiej. Carnival Corporation kontroluje działalność na terenie Ameryki Północnej, Carnival PLC (Carnival UK) – w okolicach Wielkiej Brytanii, a Gruppo Costa Crociere – w pozostałej części Europy. P&O Cruises Australia jest kontrolowana przez Carnival UK. Gruppo Costa Crociere stanowi oddział, podlegający całkowitej kontroli przez Carnival Corporation.
W skład Carnival Corporation wchodzą następujące linie wycieczkowe (marki):
- AIDA Cruises, Niemcy
- Carnival Cruise Lines, Stany Zjednoczone
- Costa Crociere, Włochy
- Cunard Line, Wielka Brytania
- Holland America Line, Stany Zjednoczone
- Ibero Cruises, Hiszpania
- Ocean Village, Wielka Brytania
- P&O Cruises, Wielka Brytania
- P&O Cruises Australia, Australia
- Princess Cruises, Stany Zjednoczone
- Seabourn Cruise Line, Stany Zjednoczone